# Aresta (geografia)

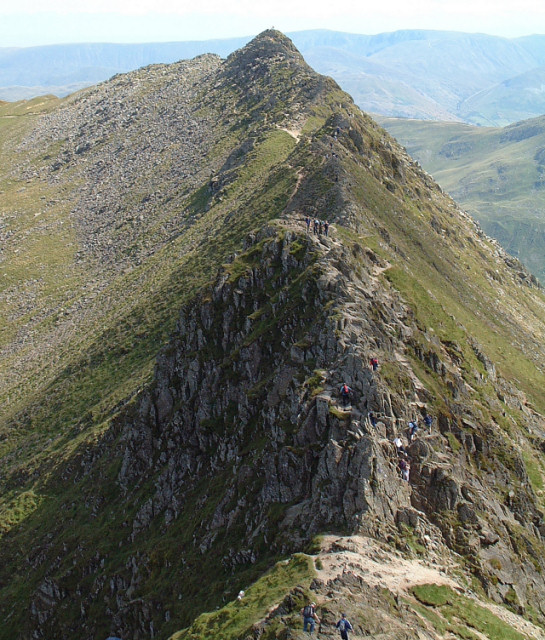
Striding Edge, aresta vista de Helvellyn com o circo glacial Red Tarn à esquerda e Nethermost Cove à direita

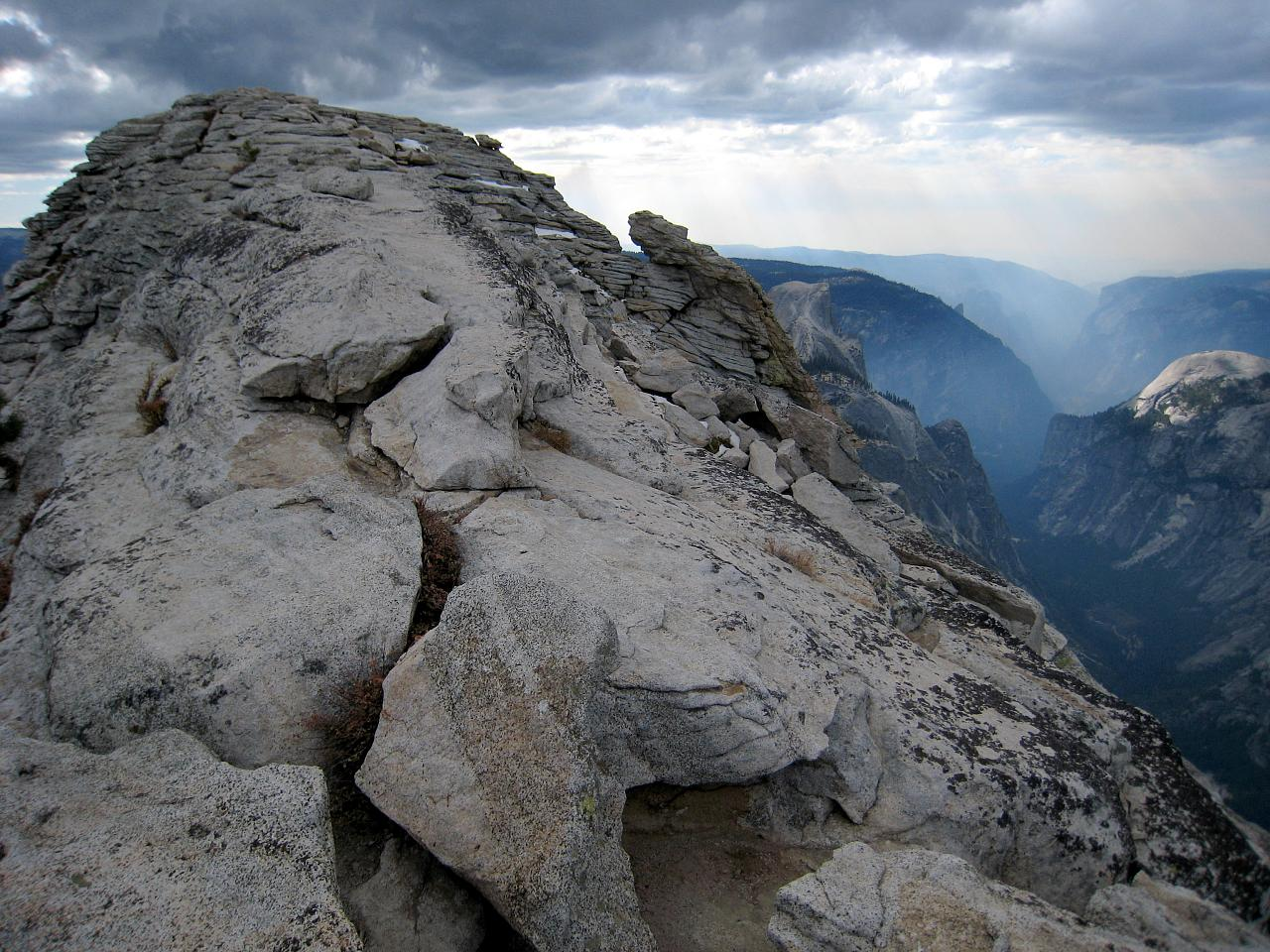
Clouds Rest no Parque Nacional de Yosemite

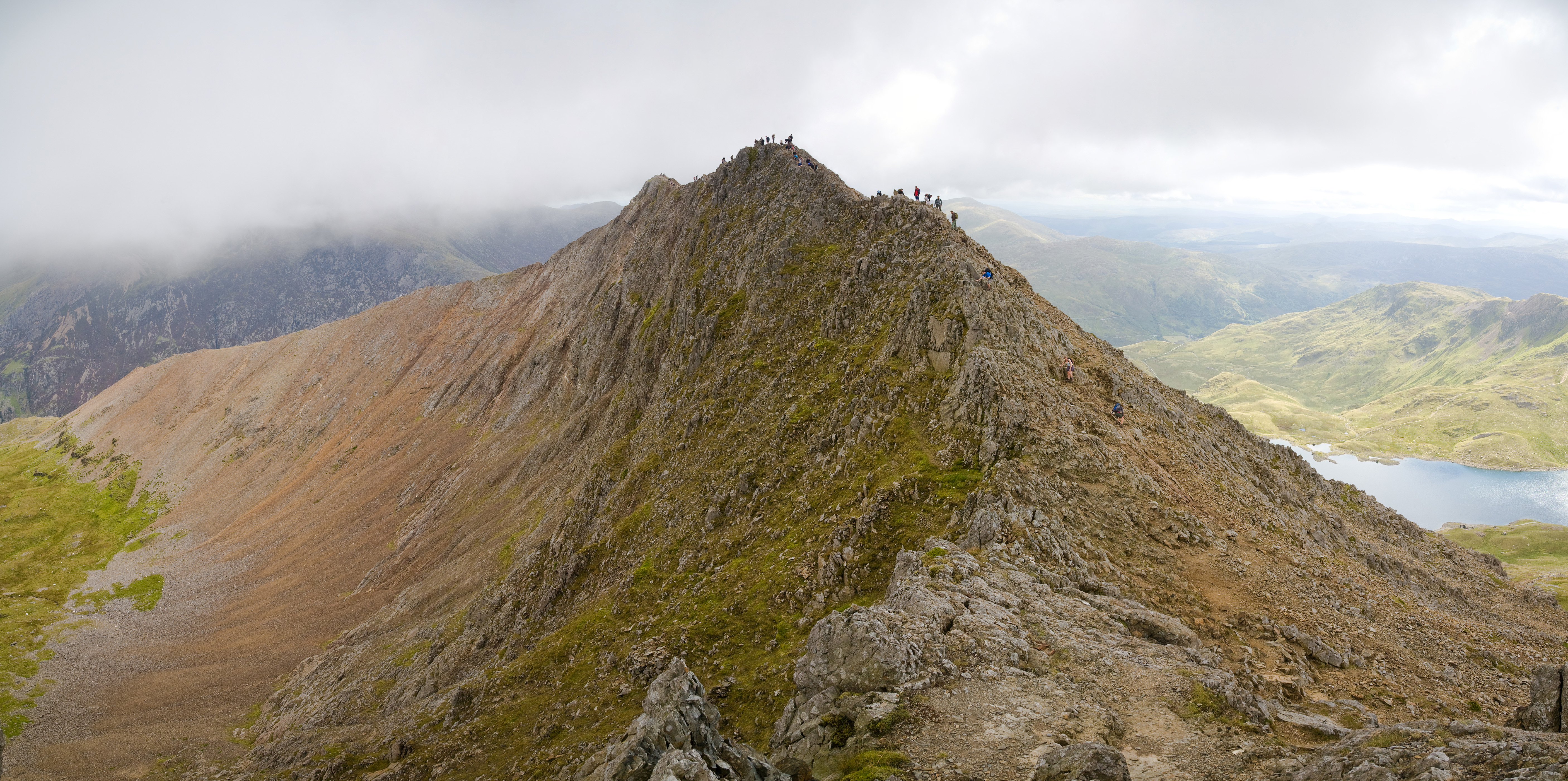
Crib Goch, em Snowdonia, País de Gales

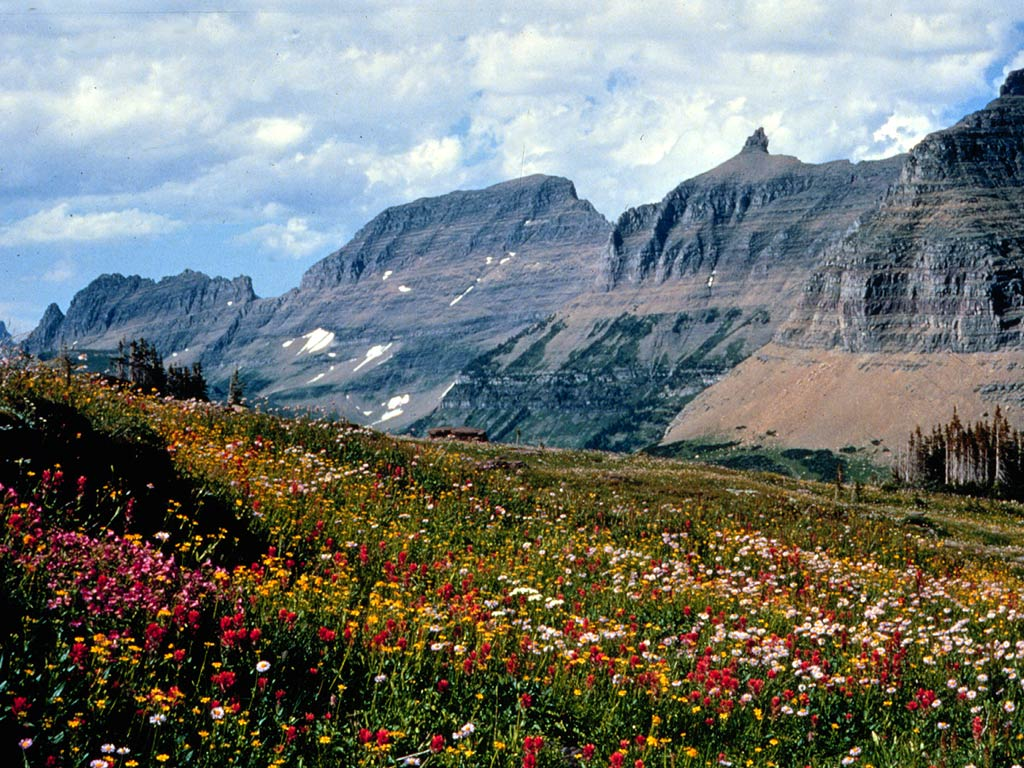
O Garden Wall, aresta no Glacier National Park

Em geografia física, uma aresta de uma montanha é um tergo estreito e longo de rocha, quase como uma faca, que normalmente separa dois vales em forma de U e que se forma quando dois glaciares provocam a erosão em paralelo. As arestas também se podem formar quando dois circos glaciares erodem as suas respetivas cabeceiras.
A palavra aresta, que provém do latim, usa-se a partir de uma aceção em francês de «arête», que se emprega para designar a espinha de um peixe; nos Alpes, por vezes são descritas com os termos alemães equivalentes de Grat ou Kamm (pente). Em inglês usa-se o termo francês, arête.
Em montanhismo esta denominação é muito utilizada, já que muitas rotas alpinas incluem a caminhada por uma ou mais arestas.

## Cutelo
Um cutelo (em inglês, cleaver) é um tipo de aresta que separa um glaciar em dois, que fluem em paralelo ao tergo. Cleaver deve o seu nome a se parecer com um cutelo de talhante cortando a carne em duas partes. Um cutelo pode ser considerado como análogo a uma ilha num rio. Uma situação muito comum é a de que os dois glaciares de acompanhamento se fundam antes de poder voltar a reunir-se: seguindo a analogia do rio e da ilha, a situação seria a de dois ramos que secariam antes de superar a ilha a jusante, quer seja pela evaporação quer seja pela absorção pelo solo.
A localização de um cutelo é frequentemente um fator importante na escolha de rotas para atravessar os glaciares. Por exemplo, contornando um cutelo por cima ou por baixo de uma montanha pode-se evitar viajar sob um glaciar de neve instável, ou numa área rochosa. Este costuma ser o caso das rotas de verão até ao cume, cujas partes mais baixas se encontra, na vertente sul do monte Rainier: os escaladores atravessam os "planos" do glaciar Ingraham, mas sobem o Disappointment Cleaver e seguem os seus tergos em vez de subir ao perímetro do circo glacial do glaciar Emmons.

## Exemplos
Exemplos notáveis de arestas são:
- Knife Edge, no monte Katahdin, Maine
- Clouds Rest e The Minarets, na Sierra Nevada, Califórnia;
- O Garden Wall, no Glacier National Park, Montana;
- La Peineta, nos Andes, na XIV Región de Los Ríos, no Chile;
- Crib Goch, en Snowdonia National Park, País de Gales;
- Striding Edge no Distrito dos Lagos, Inglaterra;
- The Catwalk, no Parque Nacional Olympic, estado de Washington;
- Carn Mor Dearg, no Ben Nevis, Escócia.